# Rockin' All Over The World
Rockin' All Over the World er en rocksang skrevet af John Fogerty, tidligere fra Creedence Clearwater Revival. Status Quo har indspillet en version af sangen til albummet Rockin All Over The World fra 1977.

## Coverversioner
- Eddie Meduza (Sverige)
- The Georgia Satellites
- Bon Jovi
- Bertus Staigerpaip (Holland)
- Wolfgang Petry (Tyskland)
- Platero y Tú (Spanien)
- Carl Wilson
- The Beach Boys
- Bruce Springsteen